# Armand Segers
Armand Segers (Antwerpen, 15 augustus 1848 - 27 maart 1925) was een Belgisch politicus voor de Meetingpartij.

## Levensloop
Hij begon zijn politieke loopbaan als animator bij de Meetingpartij, daarnaast was hij medeoprichter van de Katholieke Schoolpenning, een organisatie die geld inzamelde voor de vrije katholieke scholen. Omstreeks 1884 stond hij een grond af aan de gemeente voor de bouw van de Heilig-Kruiskerk in Mortsel.
Nadat hij zich in 1907 definitief vestigde in Mortsel - voordien had hij reeds een buitenverblijf en enkele percelen in de gemeente - werd hij datzelfde jaar lid van de gemeenteraad. Op 16 januari 1908 werd hij vervolgens benoemd tot burgemeester, een mandaat dat hij uitoefende tot aan zijn dood op 27 maart 1925 mits twee onderbrekingen. Zo verbleef hij tijdens Wereldoorlog I in Engeland en gaf hij ook tussen 1919 en 1921 verstek aan de sjerp.
Er is in Mortsel een straat naar hem vernoemd, met name de Armand Segerslei.